# Банка Силицијумске долине
Банка Силицијумске долине  (енг. Silicon Valley Bank - SVB), је била државна комерцијална банка са сједиштем у Санта КлариКалифорнија, којом сада у стечају управља Федерална корпорација за осигурање депозита Federal Deposit Insurance Corporation.  Имала је филијале у Калифорнији и Масачусетсу и била је највећа банка по депозитима у Силицијумској долини. Банка је била дио SVB  финансијске групе, јавне банкарске холдинг компаније која је имала канцеларије у 13 других америчких држава и преко десетина међународних јурисдикција.

## Историја
Банка Силицијумске долине је била водећа финансијска институција која је опслуживала технолошку индустрију и постала је омиљена банка скоро половине свих технолошких стартап компанија. У марту 2023. године, у окружењу повећања каматних стопа које је одобрила централна банка након периода глобалне инфлације,  дошло је до налета на њене депозите, што је довело до колапса и запљене 10. марта 2023. од стране Калифорнијског одјељења за финансијску заштиту и иновације (енгл. California Department of Financial Protection and Innovation - DFPI), њеног регулатора.  Наводећи неадекватну ликвидност и неликвидност, државни званичници DFPI именовали су стечајног управника банке. Ово је означило други највећи банковни пропуст у историји САД и одиграо се заједно са сличним проблемима забиљеженим у другим банкама.
Дана 12. марта 2023.,  дата је заједничка изјава секретара трезора Џенет Јелен, предсједника Федералних резерви Џерома Пауела и предсједника Федералне корпорације за осигурање депозита Мартина Груенберга, у којем се наводи да ће сви депоненти у Банци Силицијумске долине бити у потпуности заштићени и да ће имати приступ и осигураним и неосигураним депозитима почевши од следећег понедељка, 13. марта. Федерална корпорација за осигурање депозита је затим успоставила насљедницу банке Silicon Valley Bridge Bank, N.A, која је брзо преузела текуће пословање.